# دانزو
دانزو یک شرکت هندی است که مواد غذایی و ملزومات، میوه و سبزیجات، گوشت، لوازم مربوط به حیوانات خانگی، غذا و دارو را در شهرهای بزرگ تحویل می‌دهد. همچنین دارای یک سرویس جداگانه برای دریافت و توزیع بسته‌ها در همان شهر است.  دانزو در حال حاضر خدمات تحویل خود را در هشت شهر هند از جمله بنگلور، دهلی، گورگان ، پونا، چنای، جیپور، بمبئی و حیدرآباد ارائه می‌دهد.  این شرکت همچنین در حال راه‌اندازی یک سرویس تاکسی دوچرخه در گرگان نیز هست.   دفتر مرکزی دانزو در شهر بنگلور است و در سال ۲۰۱۴ توسط کابیر بیسواس به همراه بنیانگذاران آنکور آگاروال، دالویر سوری و موکوند جها تأسیس شد. 